# Globo Columbus para líderes do Estado e da Indústria

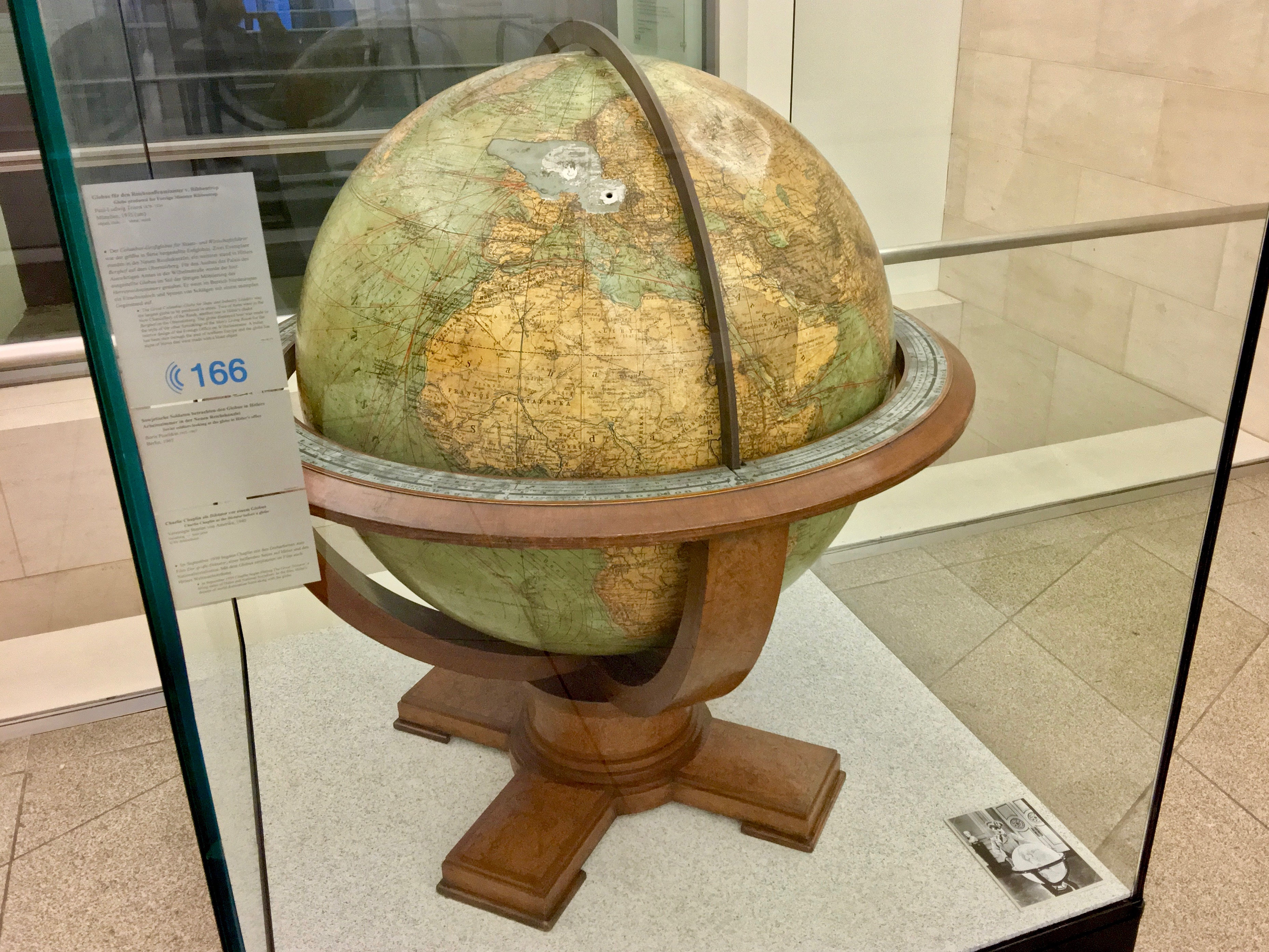
O Globo Columbus para líderes do Estado e da Indústria no Museu Histórico Alemão, pertencente a Joachim von Ribbentrop

O Globo Columbus para líderes do Estado e da Indústria (também conhecido como Globo de Hitler ou Globo do Führer) foi um globo único projetado para Adolf Hitler e seu Partido Nazista.
Feito em Berlim na década de 1930, o Globo Columbus para líderes do Estado e da Indústria estava localizado no escritório de Hitler durante a maior parte de sua existência. Tornou-se amplamente conhecido nos Estados Unidos depois que o comediante Charlie Chaplin fez uma paródia em seu filme de 1940, O Grande Ditador. O grupo de comédia Os Três Patetas também zombou disso em duas de suas comédias curtas. Uma das duas edições limitadas foi saqueada por John Barsamian, um soldado raso do Exército dos EUA, no seu retiro de verão logo após a guerra e vendida 60 anos depois em um leilão em São Francisco por US$ 100.000. O globo no escritório de Hitler substituiu a Etiópia pela África Oriental Italiana e era conhecido por seu tamanho e custo de fabricação.

## Origem
Duas edições limitadas do globo foram feitas em Berlim em meados da década de 1930: uma para o Partido Nazista e outra especificamente para Hitler. O feito para Hitler era quase do tamanho de um fusca e fabricado com um grande custo. Mudou a Abissínia (atual Etiópia) para a África Oriental Italiana. O outro era feito de madeira padrão sem características especiais.  O número real de globos produzidos não pode ser verificado, pois a fábrica que produziu o globo, junto com seus arquivos, foi destruída em ataques aéreos em 1943. 

Wolfram Pobanz, historiador polonês e entusiasta do globo, acredita que, embora estivesse localizado em seu escritório, Hitler provavelmente não gostava muito do globo, declarando:
| “ | Hitler provavelmente não pensava nada sobre o globo. Não há nenhuma foto de Hitler ao lado do globo. Ele controlava todas as fotografias de si mesmo. Se o globo realmente significasse algo especial para Hitler, certamente haveria uma fotografia. | ” |

Em 1938, Hitler decidiu que a antiga Chancelaria do Reich não era grande o suficiente para abrigar os ministérios da Alemanha nazista. Ele designou seu arquiteto favorito, Albert Speer, para construir a nova chancelaria.  Depois que as grandes reformas foram concluídas no início de 1939 por insistência de Hitler, o globo foi transferido para o novo escritório de Hitler localizado no coração da nova chancelaria, onde permaneceu até que os soviéticos ocupassem o prédio em abril de 1945. 

## Paradeiro
Numerosos globos supostamente pertencentes a Hitler existem em todo o mundo, embora a autenticidade de muitos deles seja duvidosa.  Há um total de três em Berlim: um em um instituto geográfico, outro no Museu Marcher e o terceiro no Museu Histórico Alemão.  Outros dois residem em coleções públicas em Munique.  Muitos dos globos mostram a Alemanha com um buraco de bala ou simplesmente exterminada, um ato cometido por desacato por soldados soviéticos ou americanos. 

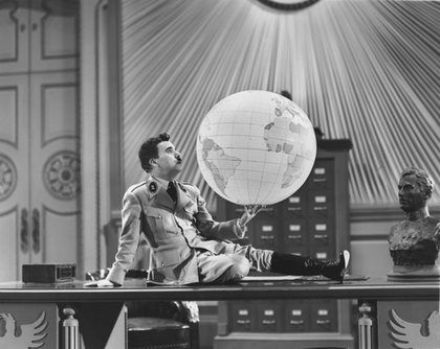
O Globo Columbus para líderes do Estado e da Indústria sendo parodiado em O Grande Ditador

Com base em evidências fotográficas, nenhum desses globos é o icônico do escritório de Hitler na Chancelaria. 
Em maio de 1945, um globo supostamente pertencente a Hitler foi encontrado pelo soldado americano John Barsamian entre as ruínas de Berghof, a casa de Hitler em Obersalzberg perto de Berchtesgaden, onde ele costumava morar quando não estava em Berlim. A casa estava quase totalmente saqueada quando Barsamian chegou. Ele levou o globo para casa e o guardou por 60 anos antes de vendê-lo em um leilão em São Francisco em 2007. Bob Pritikin, um empresário, comprou o globo por $ 100.000, cinco vezes o preço original estimado de $ 20.000. 
Em setembro de 2007, o historiador Wolfram Pobanz declarou que a cópia do globo gigante com um buraco de bala no Deutsches Historisches Museum em Berlim não é de Hitler, mas de outra que se acredita ter pertencido a Joachim von Ribbentrop, o ministro das Relações Exteriores nazista, e sem nenhuma pista de onde está hoje o Globo que pertenceu a Hitler.

## Legado
O globo é considerado uma representação icônica do suposto desejo megalomaníaco de Adolf Hitler de conquistar o mundo.  Ele aparece na primeira sátira de Hollywood sobre Hitler e os nazistas, o curta-metragem dos Três Patetas, You Nazty Spy!, lançado em janeiro de 1940.
Em O Grande Ditador, de Charlie Chaplin, lançado em outubro de 1940, o globo é retratado como uma bola de praia que estoura diante do rosto do ditador "Adenoid Hynkel". 
Em I'll Never Heil Again, dos Três Patetas, uma sequência de You Nazty Spy! lançado em julho de 1941, os parceiros "Axel" do ditador Moronikan "Moe Hailstone" jogam um jogo de manter-se afastado do mundo. O comandante militar de Hailstone, "Field Marshal Herring", acaba quebrando o globo sobre a cabeça de Hailstone. 

## Ligações Externas
- O Grande Ditador – Cena do Globo no YouTube